# Scirtothrips aurantii
Scirtothrips aurantii Fauré, 1929 je druh třásněnky pocházející z jižní Afriky; druhotně rozšířený do Austrálie. S. aurantii škodí na plodech a listech citrusů a řady dalších rostlin sáním. Likviduje se biologicky nasazením přirozených predátorů, v tomto případě roztočů rodu Amblyseius. Dá se také likvidovat chemicky.

## Synonyma
- Scirtothrips acaciae Moulton, 1930[1]